# Susan Kelechi Watson
Susan Kelechi Watson (Brooklyn, Nueva York, Estados Unidos, 11 de noviembre de 1981) es una actriz estadounidense. Es conocida por sus trabajos en las series de televisión Louie y This Is Us.
Watson interpretó a Andrea Vogel en su film debut, A Beautiful Day in the Neighborhood, película biográfica sobre Fred Rogers y se estrenó en 2019.

## Primeros años
Watson nación en Brooklyn, Nueva York, el 11 de noviembre de 1981, hija de padres jamaicanos. El segundo nombre de Watson, Kelechi, es de origen igbo y significa “gracias a Dios”. Obtuvo una Licenciatura en Bellas Artes en la Universidad Howard, y una Maestría en Bellas Artes del programa de posgrado de actuación de la Tisch School of the Arts.

## Carrera
Watson tuvo un recurrente rol en la serie de televisión Louie desde 2012 hasta el año 2014. También ha tenido papeles recurrentes en NCIS, The Following y The Blacklist. En 2005, apareció en el American Airlines Theatre de Nueva York, en una obra del dramaturgo Richard Greenberg titulada A Naked Girl on the Appian Way. Desde 2016, ha protagonizado la serie dramática de la NBC This Is Us, interpretando a Beth Pearson.
Watson protagonizó su película debut interpretando a Andrea Vogel en la cinta biográfico sobre Fred Rogers, A Beautiful Day in the Neighborhood, junto a Tom Hanks. El film se estrenó en 2019.

## Filmografía
| Año        | Título                              | Rol                     | Notas                                                                       |
| ---------- | ----------------------------------- | ----------------------- | --------------------------------------------------------------------------- |
| 2004       | Hack                                | Paula                   | Episodio: Extreme Commerce                                                  |
| 2004       | The Jury                            | Andrea Davis            | Episodio: Lamentation on the Reservation                                    |
| 2004-2005  | Third Watch                         | Emma St. Claire         | 12 episodios                                                                |
| 2005       | Law & Order: Trial by Jury          | Jill Tolbert            | Episodio: Blue Wall                                                         |
| 2007       | Medium                              | Subalterna              | Episodio: Joe Day Afternoon                                                 |
| 2007       | Kidnapped                           | Elle King               | 3 episodios                                                                 |
| 2007       | Private Practice                    | Beth O'Brien            | Episodio: In Which Sam Receives an Unexpected Visitor...                    |
| 2007       | Alibi                               | Genevieve Egan          | Telefilm                                                                    |
| 2007–2008  | NCIS                                | Nikki Jardine           | 3 episodios                                                                 |
| 2008       | Numb3rs                             | Nina Hunter             | Episodio: Pay to Play                                                       |
| 2004, 2009 | Law & Order                         | Tanya Ware / Thea Curry | Episodios: Can I Get a Witness?, The Drowned and the Saved                  |
| 2010       | Futurestates                        | Tia                     | Episodio: Tia & Marco                                                       |
| 2011       | Eden                                | Detective Monica Lopez  | Episodio: Pilot                                                             |
| 2011       | The Good Wife                       | Lauryn Fisher           | Episodio: What Went Wrong                                                   |
| 2013       | Golden Boy                          | April McGee             | Episodio: Vicious Cycle                                                     |
| 2014       | And, We're Out of Time              | Diana                   | Telefilm                                                                    |
| 2012–2014  | Louie                               | Janet                   | 12 episodios                                                                |
| 2014       | Royal Pains                         | Naomi                   | Episodio: I Did Not See That Coming                                         |
| 2013–2016  | The Blacklist                       | Ellie                   | 4 episodios                                                                 |
| 2014       | The Following                       | Cindy                   | 3 episodios                                                                 |
| 2015       | Blue Bloods                         | Detective               | Episodio: Sins of the Father                                                |
| 2015       | Veep                                | Amiga de Sue            | Episodio: Election Night                                                    |
| 2015       | Happyish                            | Sandy                   | Episodio: Starring Rene Descartes, Adweek and HRH the Princess of Arendelle |
| 2016       | Billions                            | Wilma Billie Keen       | Episodio: YumTime                                                           |
| 2016       | Limitless                           | Elo                     | Episodio: Fundamentals of Naked Portraiture                                 |
| 2016-2022  | This Is Us                          | Beth Pearson            | Rol principal                                                               |
| 2016       | Divorce                             | Victoria Tuckson        | Episodio: Counseling                                                        |
| 2019       | A Beautiful Day in the Neighborhood | Andrea Vogel            | Posproducción                                                               |
| 2025       | The Residence                       | Jasmine Haney           |                                                                             |